# Carlos Almeida
Carlos Domingos Bendinha de Almeida (Luanda, Angola, 24 de septiembre de 1976) es un baloncestista angoleño  que mide 1,92 metros y cuya posición en la cancha es la de escolta. Juega en el Primeiro de Agosto de Angola.